# Zou (Lassithi)
Pour les articles homonymes, voir Zou.
Zou, en grec moderne : Ζου, est un village du Grèce situé dans l'Est de la Crète, dans le dème de Sitía. Selon le recensement de 2011, la population de Zou compte 32 habitants. Le village est situé à une altitude de 170 m et à une distance de 7 km de Sitía.

## Recensements de la population
| Recensements | 1900 | 1920 | 1928 | 1940 | 1951 | 1961 | 1971 | 1981 | 1991 | 2001 | 2011 |
| ------------ | ---- | ---- | ---- | ---- | ---- | ---- | ---- | ---- | ---- | ---- | ---- |
| Population   | 38   | 42   | 63   | 66   | 64   | 58   | 51   | 38   | 28   | 32   |      |